# George Rogers Clark
George Rogers Clark (19. november 1752–13. februar 1818) je bil ameriški vojaški častnik in geodet iz Virginije, ki je postal najvišji vojaški častnik Patriotov na ameriški |severozahodni meji med revolucionarno vojno. Večji del vojne je služil kot vodja virginijske milice v Kentuckyju (takrat del Virginije). Najbolj znan je po zavzetju Kaskaskie v Illinoisu leta 1778 in Vincennesa v Indiani leta 1779 med Illinoiško kampanjo, ki je močno oslabila britanski vpliv Kraljevine Velike Britanije na Severozahodnem ozemlju (takrat del Province Quebec (1763–1791)) in Clarku prinesla vzdevek "Osvajalec starega severozahoda". Britanci so celotno Severozahodno ozemlje prepustili Združenim državam Amerike s Pariško pogodbo leta 1783.
Clarkovi največji vojaški dosežki so se zgodili pred njegovim tridesetim rojstnim dnem. Pozneje je vodil milice v uvodnih spopadih Severozahodne indijanske vojne, a so ga obtožili, da je bil na dolžnosti pijan. Bil je osramočen in prisiljen odstopiti, kljub zahtevi po formalni preiskavi obtožb. Clark je zapustil Kentucky, da bi živel na ozemlju Indiana, vendar mu vlada Virginije nikoli ni v celoti povrnila stroškov za vojne stroške. V zadnjih desetletjih svojega življenja se je trudil izogniti upnikom in trpel v vse večji revščini in pozabi. Sodeloval je v dveh neuspešnih poskusih, da bi odprli reko Mississippi, ki je bila pod španskim nadzorom, za ameriški promet. Po kapi in amputaciji desne noge je postal invalid. Clarku so v zadnjih letih pomagali družinski člani, vključno z njegovim mlajšim bratom Williamom Clarkom, enim od voditeljev ekspedicije Lewis in Clark. Umrl je zaradi kapi 13. februarja 1818.
Glej tudi:
- Zahodna fronta med ameriško revolucijo